# Shinko engeki jisshu
Shinko engeki jisshu ou Shinko engeki jusshu (新古演劇十種, litt. « Nouvelles et anciennes pièces, dix variétés ») est une collection de pièces du théâtre kabuki fortement associées à la lignée Onoe Kikugorō d'acteurs. Comparables aux Kabuki Jūhachiban (« Dix-huit meilleures pièces kabuki ») de la lignée Ichikawa Danjūrō, la compilation des Shinko engeki jisshu a été commencée par Onoe Kikugorō V et achevée par son fils Onoe Kikugorō VI.
Ces pièces sont les meilleures de l'époque du Bakumatsu (c. 1853-1867) et de l'ère Meiji (1868-1912) et nombre d'entre elles ont été écrites par Kawatake Mokuami, le dramaturge à présent le plus célèbre de cette époque. Les avant-premières de chacune de ces pièces ont été données soit par Kikugorō V, son grand-père Onoe Kikugorō III ou son fils Kikugorō VI. De nos jours encore, la famille Onoe continue d'interpréter les rôles principaux.

## Les Dix
- Rakan ;
- Kodera no Neko ;
- Tsuchigumo ;
- Ibaraki ;
- Hitotsuya ;
- Modoribashi ;
- Kikujidō ;
- Hagoromo ;
- Migawari Zazen ;
- Osakabe Hime.

Rakan et Kodera no Neko ont été jouées par Kikugorō III; Migawari Zazen et Osakabe Hime ont été ajoutées à la liste par Kikugorō VI.

## Source de la traduction
- (en) Cet article est partiellement ou en totalité issu de l’article de Wikipédia en anglais intitulé « Shinko engeki jisshu » (voir la liste des auteurs).